# Карачево (Кимовский район)
Карачево — село в Кимовском районе Тульской области России.
В рамках административно-территориального устройства входит в Покровский сельский округ Кимовского района, в рамках организации местного самоуправления входит в сельское поселение Новольвовское.

## География
Расположено на юго-восточной границе города Кимовска.

## Население
| 2002 | 2010 |
| ---- | ---- |
| 169  | ↘155 |

Население — 155 чел. (2010). 